# Bawełna indyjska
Bawełna indyjska (Gossypium herbaceum L.) – gatunek roślin z rodziny ślazowatych. Rośnie dziko w Afryce (Mozambik, Zimbabwe, Botswana, Namibia, Południowa Afryka, Suazi), ponadto jest uprawiana w innych krajach afrykańskich i w niektórych państwach Azji (Indie, Afganistan, Tadżykistan, Turkmenistan, Uzbekistan, Chiny).

## Morfologia

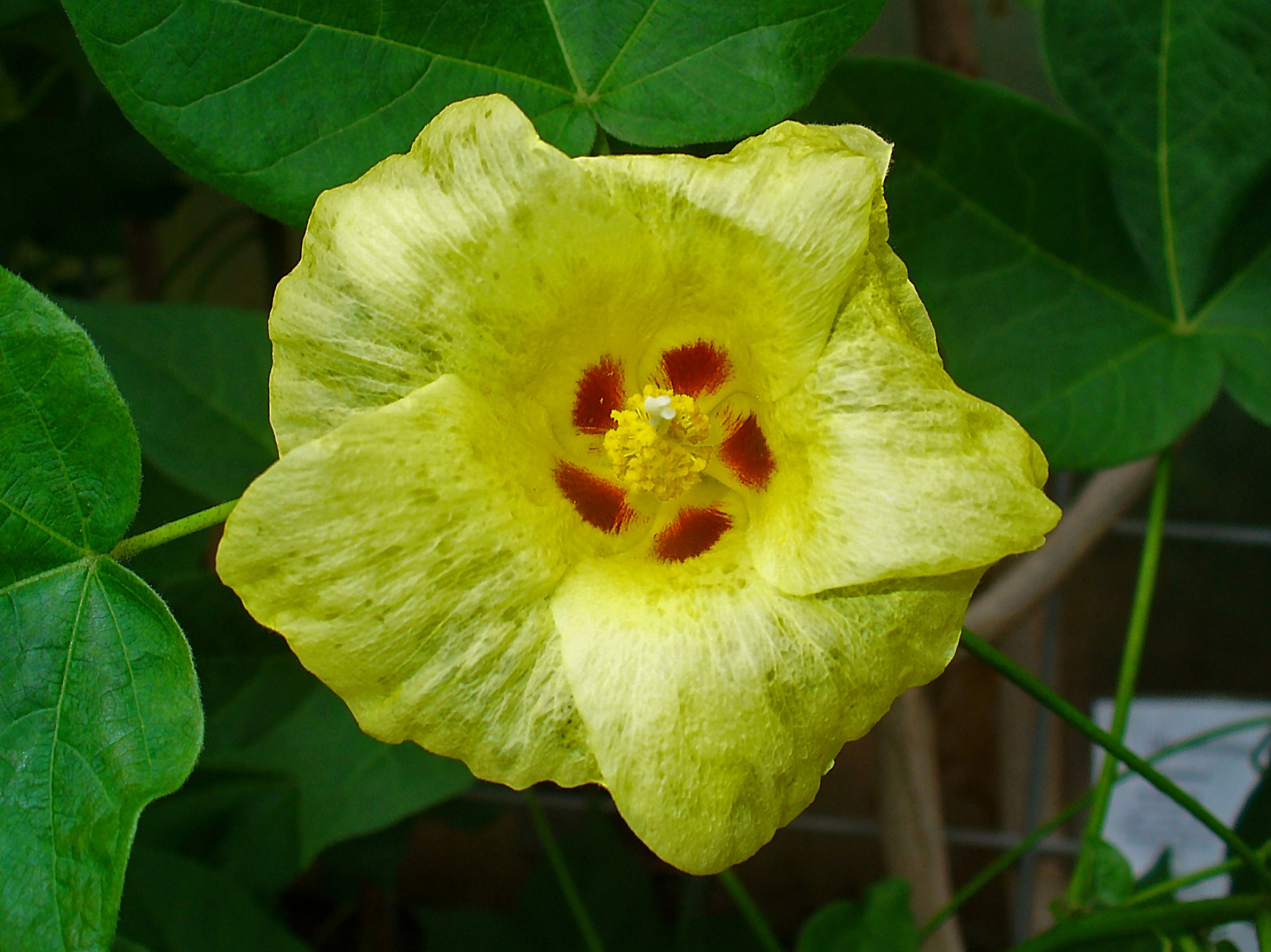
Kwiat

PokrójBylina o wysokości do 1,5 m. Uprawia się ją jako roślinę jednoroczną.
LiścieDługoogonkowe, 3-7 klapowe, owłosione
KwiatyMałe, żółte, z fioletowym środkiem. Wyrastają pojedynczo w kątach liści. Mają trwały, 3-działkowy kieliszek, który całkowicie okrywa pączki kwiatowe. Kielich zrosły, 5-działkowy, korona 5-płatkowa, Pręciki liczne, zrośnięte w rurkę otaczającą słupek
OwocTorebka z licznymi nasionami. Zaopatrzone one są obficie we włoski, które pełnią rolę aparatu lotnego i umożliwiającego przenoszenie nasion przez wiatr na duże odległości.

## Zastosowanie
- Roślina włóknodajna, używana do wytwarzania włókna zwanego bawełną. Otrzymuje się je z długich włosków otaczających nasiona[6]. Po raz pierwszy zaczęto uprawiać ten gatunek bawełny około 500 lat p.n.e. w Indiach, do których dostała się ona z Persji. Później jej uprawa rozpowszechniła się także w Palestynie i innych rejonach. W Biblii wymieniona jest tylko raz, w Księdze Estery (1,6), gdzie określona jest hebrajskim słowem karpas. W Egipcie rozpoczęto ją uprawiać dopiero w czasach Imperium Rzymskiego[7].
- Do wytwarzania bawełny wykorzystuje się tylko długie włoski. Z włosków krótkich, zwanych podwłosiem, wytwarza się papier[6].
- W krajach o ciepłym klimacie jest uprawiana również jako roślina ozdobna[8]. Po raz pierwszy zaczęto ją w Indiach uprawiać właśnie w celach ozdobnych, później dopiero jako roślinę włókienniczą[7].
- Z nasion otrzymuje się olej, zarówno jadalny, jak i techniczny[6].
- Wytłoki pozostałe po tłoczeniu oleju są wartościową paszą dla zwierząt[6].
- Z łodygi otrzymuje się włókna, z których wytwarza się powrozy[6].